# Andreas Schlütter
Andreas Schlütter (né le 17 août 1972) est un fondeur allemand.

## Jeux olympiques
- Jeux olympiques d'hiver de 2002 à Salt Lake City  États-Unis:
  -  Médaille de bronze en relais 4 × 10 km.
- Jeux olympiques d'hiver de 2006 à Turin  Italie:
  -  Médaille d'argent en relais 4 × 10 km.

## Championnats du monde
- Championnats du monde de ski nordique 2001 à Lahti  Finlande:
  -  Médaille de bronze en relais 4 × 10 km.
- Championnats du monde de ski nordique 2003 à Val di Fiemme  Italie:
  -  Médaille d'argent en relais 4 × 10 km.
- Championnats du monde de ski nordique 2005 à Oberstdorf  Allemagne:
  -  Médaille d'argent en relais 4 × 10 km.

## Coupe du monde
- 2 podiums.